# PSR J1915+1606

Schema eines Doppelsternsystems. Die beiden Sterne bewegen sich auf Keplerellipsen, deren einer Brennpunkt im Schwerpunkt des Systems liegt.

PSR J1915+1606 (nach seinen Entdeckern auch Hulse-Taylor-Pulsar oder Hulse-Taylor-Doppelpulsar sowie nach älterer Nomenklatur auch PSR B1913+16) ist ein Pulsar im Sternbild Adler. Er befindet sich in einer Entfernung von 21.000 Lichtjahren. Seine Rotationsperiode beträgt mit 59,03 ms knapp 17 Umdrehungen pro Sekunde.
Zusammen mit einem weiteren, unsichtbaren Neutronenstern bildet er ein Doppelsternsystem. Beide Sterne haben die typische Masse eines Neutronensterns von 1,4 Sonnenmassen (1,4398 der sichtbare Pulsar und 1,3886 der unsichtbare Begleiter). Sie umlaufen den gemeinsamen Schwerpunkt in 7,75 Stunden. Das Periastron dreht sich um 4,2° pro Jahr, so dass – anders als in der Schemazeichnung – sich die Körper nicht auf geschlossenen Ellipsen, sondern auf einer Rosettenbahn bewegen (Apsidendrehung).
Die besondere Bedeutung dieses Sternsystems liegt darin, dass seine Entdecker die abnehmende Umlaufzeit erstmals zum indirekten Nachweis von Gravitationswellen gemäß der Allgemeinen Relativitätstheorie nutzten, was 1993 mit dem Nobelpreis für Physik geehrt wurde.

## Relativistische Effekte
Russell Alan Hulse und Joseph Taylor entdeckten den Pulsar PSR 1913+16 im Jahr 1974 mit dem Arecibo-Observatorium. Aus der Beobachtung periodischer Zeitverschiebungen der Pulsarsignale leiteten sie die Bahndaten des Doppelsterns ab. Die Bahnbewegung der großen Massen erlaubt, zwei Vorhersagen der allgemeinen Relativitätstheorie zu überprüfen.

### Zeitdilatation
Zum einen wiesen Hulse und Taylor die Zeitdilatation nach, die durch die Zunahme der Massendichte im Periastron beider Sterne auftritt: das Signal des Pulsars verlangsamt sich um ca. 1 μs pro Sekunde (10−6).

### Gravitationswellen

Beobachtete Gesamtänderung der Periastronepoche aufgrund der Abstrahlung von Gravitationswellen.

Zum anderen verursacht der Umlauf der beiden Körper eine nichtsphärische Verschiebung der Massendichten, weshalb das System Gravitationsenergie in Form von Gravitationswellen mit einer Leistung von 7,4 YW (7.4e24 W) abstrahlt. Lange Zeit existierten nur solche indirekte Nachweise von Gravitationswellen. Erst 2015 wurde mit den LIGO-Interferometern erstmals eine Gravitationswelle aus dem Kollisionsereignis zweier Schwarzer Löcher direkt gemessen.
Hulse und Taylor zeigten jedoch, dass sich die Abstrahlungsverluste in einer Verringerung des Abstands beider Sterne äußern, was wiederum zur Folge hat, dass sich die Umlaufdauer reduziert; dies resultiert aus der Drehimpulserhaltung oder dem dritten Keplerschen Gesetz. Im Jahre 1984 wurde die Verlustrate mit −(2,40 ± 0,09)·10−12 Sekunden pro Sekunde angegeben, was zu 99,7 ± 0,2 % mit den theoretischen Voraussagen der allgemeinen Relativitätstheorie übereinstimmt. Von der Entdeckung des Pulsars im Jahre 1974 bis zur Veröffentlichung der Daten 1979 nahm die Epoche des Periastrons um fast 2 Sekunden ab, bis 2000 waren es fast 30 Sekunden.
Momentan sinkt die Umlaufzeit um 76,5 μs pro Jahr, wobei die große Halbachse der Umlaufbahnen um 3,5 m schrumpft. Die Lebenszeit des Systems bis zum Verschmelzen der Komponenten wird auf noch 300 Mio. Jahre berechnet.
Das Diagramm zeigt die Messwerte als Punkte; die Linie ist die Vorhersage der allgemeinen Relativitätstheorie zur Abstrahlung von Gravitationsenergie – Theorie und Messungen decken sich sehr gut.
Für diesen indirekten Nachweis von Gravitationswellen wurden Hulse und Taylor 1993 mit dem Nobelpreis für Physik ausgezeichnet.
Mit dem  im Quasar OJ 287 entdeckten doppelten Schwarzen Loch gibt es inzwischen ein zweites Objekt, an dem die Abstrahlung von Gravitationswellen indirekt nachgewiesen werden kann. Hier ist der relativistische Effekt mit einer Drehung der Bahnellipse (Periastrondrehung) von 39° pro Umlauf noch um ein Vielfaches stärker.